# Emile Danco
Emile Danco (29 de novembro de 1869 - 5 de junho de 1898) foi um explorador polar belga.
Formado pela "Royal Military School", era amigo pessoal do Adrien de Gerlache que comandou o navio polar Belgica na Expedição Antártica Belga (1897-1899), da qual Emile Danco fez parte. Danco veio a falecer nesta expedição devido as terríveis condições climáticas, que ficaram sujeitos os membros da tripulação.
"Danco Coast" (64° 42′ S, 62° 00′ O) na Península Antártica é uma homenagem ao cientista.